# 비냐미역
비냐미역 (Bignami)은 밀라노 지하철 5호선의 지하철 역이다. 5호선의 북쪽 방향 시종착역이기도 하다. 2013년 2월 10일에 개업하였다.

## 역사
5호선의 1차 구간 공사는 2007년 9월경에 시작됐는데 여기에는 비냐미 역도 포함되었다. 이후 2013년 2월 10일 5호선이 개통하면서 동시에 문을 열었다.

## 역 구조
비냐미 역은 5호선의 다른 모든 역과 마찬가지로 1면 2선 구조로 되어 있으며, 휠체어 접근이 가능하다. 또한 밀라노 지하철의 도심구간에서 벗어나 있는 역이기도 하다.
풀비오 테스티 대로와 에밀리오 비냐미 로 사이에 위치해 있으며 밀라노와 세스토산조반니 사이 경계에 자리한다. 출구는 풀비오 테스티 대로 쪽에만 있다.

## 환승
역 부근에는 ATM사에서 운영하는 트램과 버스가 지나간다.
- 트램 정거장 (Bignami M5, 31번)
- 버스 정류장

## 역 시설
- 장애인 접근시설
- 매표기
- 역 감시카메라